# Avida
Avida（アヴィダ）は人工生命のプラットフォームの一種である。このソフトウェアは自己複製や進化することのできるコンピュータプログラム(デジタル生物)の進化生物学的研究の為に開発された。もともとは1993年のカリフォルニア工科大学において、チャールズ・オフリア、クリス・アダミ、C. Titus Brownらによって設計され、現在もミシガン州立大学にあるチャールズ・オフリアの Digital Evolution Lab で開発が続けられている。AvidaはTierraに触発されて開発されたものである。

## 設計原理
Tierraはコンピュータ資源、特にCPU時間とメインメモリへのアクセスを互いに奪い合うコンピュータプログラムを使用して進化のシステムをシミュレートした。この点でTierraはコア戦争に似たものであるといえるが、シミュレーション中に実行されるプログラムが自分自身を修正することによって進化していく、という点で違いがある。Tierraのプログラムは人工生命なのである。
一方、Avidaではそれぞれのデジタル生物が、他からは保護された自分専用のメモリの中で生きており、自分専用の仮想的なCPUによって実行されている。初期設定では、デジタル生物は別のデジタル生物のメモリ空間にアクセスすることはできず、また自分自身のメモリ空間に存在しないプログラムコードを実行することも出来ない。Tierraではそれぞれの生命が効率的に一つの「脳」を共有したり奪い合ったりしていたが、Avidaではそれぞれのデジタル生物が自分自身の脳をもっていることになる。
AvidaとTierraの二つ目の大きな違いは、仮想CPUの実行速度がデジタル生物ごとに異なっている点である。たとえば、あるデジタル生物は同じ時間内で別のデジタル生物の二倍の数の命令を実行する。仮想CPUの実行速度はさまざまな要因によって決定されるが、その中でももっとも重要な要素が生命によって処理される「タスク」である。「タスク」とは論理的な計算結果のことであり、これによってそれぞれのデジタル生物は余分のCPU時間をボーナスの形で与えられるのである。

## 研究現場にて
アダミとオフリアは互いに協力してAvidaを使用したデジタル生物の研究を行い、彼らの論文のいくつかはネイチャーとサイエンスに掲載された。2003年にネイチャーに掲載された論文"The Evolutionary Origin of Complex Features(高等機能の進化的起源)"では、進化における数学的等式は少なくとも19の単純だが正確に定義された命令群で表現できると述べている。

## Avidaに関する学術出版物
- R. E. Lenski, C. Ofria, T. C. Collier, C. Adami (1999). Genomic Complexity, Robustness, and Genetic Interactions in Digital Organisms. Nature 400:661-664. abstract of this article
- C.O. Wilke, J.L. Wang, C. Ofria, R.E. Lenski, and C. Adami (2001). Evolution of Digital Organisms at High Mutation Rate Leads To Survial of the Flattest. Nature 412:331-333.
- R.E. Lenski, C. Ofria, R.T. Pennock, and C. Adami (2003). The Evolutionary Origin of Complex Features. Nature 423:139-145.
- S.S. Chow, C.O. Wilke, C. Ofria, R.E. Lenski, and C. Adami (2004). Adaptive Radiation from Resource Competition in Digital Organisms. Science 305:84-86.